# 영서중학교
영서중학교(永西中學校)는 대한민국 서울특별시 구로구 구로동에 있는 공립 중학교이다.

## 학교 연혁
- 1980년 1월 24일 : 영서중학교 설립 인가(45학급)
- 1980년 3월 1일 : 초대 류석규 교장 취임
- 1980년 3월 3일 : 개교식 및 입학식(남 9, 여 7학급, 1,099명 배정)
- 1983년 2월 16일 : 제1회 졸업식(남 9, 여 8학급 1,038명)
- 2003년 3월 1일 : 정보화센터 개관
- 2005년 7월 14일 : 정보화센터 증축
- 2005년 9월 1일 : 체육관 개관
- 2007년 5월 16일 : 인조잔디구장 준공
- 2022년 3월 1일 : 제15대 김상우 교장 취임
- 2022년 12월 30일 : 제41회 졸업식(7학급 186명)
- 2023년 3월 2일 : 입학식(8학급 183명)

## 참고 자료
- 영서중학교 - 한국교육학술정보원 학교알리미